# Préciput
Le préciput (le t se prononce) est, en droit civil, un avantage accordé à un héritier.
Le terme provient du latin præcipuum (præ, avant ; capio, prendre) : qui doit être fourni avant tout autre chose.

## Avantages préciputaires dans l'Ancien Droit
Sous le régime du droit d’aînesse, le préciput permet de donner un avantage à l'aîné sur ses puînés.
Dans les systèmes féodaux, la part de l'aîné devait lui permettre de tenir un rang au moins équivalent à celui de son père, l'amoindrissement dû au partage de l'héritage devant être compensé par la dot de sa femme. Dans la société nobiliaire, cet usage s'est élargi aux titres de noblesse dès leur apparition au Moyen Âge et a continué après qu'ils ne furent plus assis, dans certains pays, sur un domaine foncier. Le préciput de l'aîné existait également dans les partages des tenures paysannes, selon le droit local ou les coutumes.
Dans le cas d'un mariage, l'avantage préciputaire de l'époux survivant doit être prévu par le contrat de mariage. Dans l'ancien droit, cela pouvait être un douaire à l'épouse portant sur un tiers de la succession de son mari, avec usufruit jusqu'à sa mort. Une veuve pouvait ainsi cumuler plusieurs douaires.

## Définitions en droit français

### Au sens matrimonial
Il s'agit d'un avantage matrimonial conféré par contrat de mariage à un époux survivant consistant, pour son bénéficiaire, dans le droit de prélever avant tout partage, sur la masse commune, lors de la dissolution de la communauté, un bien déterminé ou une somme d'argent (articles 1515 à 1519 du code civil).

### Au sens successoral
Avantage consistant pour un héritier qui bénéficie d'un legs de retenir le bien légué en plus de sa part, sans le faire réintégrer dans l'assiette successorale lors du partage de la succession (article 843 du code civil).